# 야쿠바 사와도고
야쿠바 사와도고(Yacouba Sawadogo, 1946년 ~ 2023년 12월 3일)는 부르키나파소의 농부이자 농업경제학자로, 사막화와 가뭄으로 손상된 토양을 복원하기 위해 자이라는 전통 농업 기술을 성공적으로 사용했다. 이러한 기술들은 틀:Dfni 및 틀:Dfni이라는 통칭으로 알려져 있다.
2010년 영국에서 처음 상영된 다큐멘터리 장편 영화 《사막을 멈춘 남자》는 그의 삶을 그리고 있다.
사와도고는 모시어의 원어민이었다. 2018년, 그는 라이트 라이블리후드 어워드를 수상했다. 2020년, 그는 지구의 환경 챔피언 상을 수상했다.
사와도고는 2023년 12월 3일 77세의 나이로 사망했다.

## 배경
부르키나파소 북부는 북쪽의 사하라 사막과 남쪽의 열대 사바나 사이에 위치한 반건조 지역인 사헬 벨트에 속한다. 이 지역은 주기적으로 가뭄에 시달린다. 가장 최근의 큰 가뭄은 1972년부터 1984년까지 발생하여 수십만 명의 사망자를 낸 기근을 초래했다.
가뭄의 한 가지 영향은 광범위한 사막화였다. 과목 초지, 부실한 토지 관리, 인구 과잉과 같은 다른 요인들과 결합하여, 가뭄은 특히 경사면에서 불모지가 크게 증가하는 결과를 초래했는데, 이는 경사지를 경작하는 것이 비교적 어렵기 때문이었다. 경작되지 않은 토양은 침식과 압축이 증가했다. 이러한 관행은 또한 1980년대에 지하수위가 매년 1미터씩 감소하는 결과를 초래했다.

## 토양 복원
또 다른 지역 농업 혁신가 마티유 우에드라고와 함께 사와도고는 1970년대에 손상된 토양을 복원하는 기술을 실험하기 시작했다. 그는 지역 전통의 간단한 접근 방식인 코르동 피에르와 자이 구멍에 의존했다. 사와도고와 우에드라고는 모두 지역 전체에 기술을 전파하기 위한 보급 및 홍보 활동에 참여했다.

### 코르동 피에르
코르동 피에르("돌 코르동")는 주먹 크기의 돌들을 밭에 얇은 선으로 깔아놓은 것으로, 그 목적은 집수지를 형성하는 것이다. 비가 내리면 밭 표면에 미사를 밀어내고, 미사는 코르동에 부딪혀 쌓인다. 물의 흐름을
1. ↑  Sawadogo, Achille. “Yacouba Sawadogo the 'man who wanted to stop the desert'” (미국 영어). Aid and Save. 2023년 12월 5일에 확인함.
2. 1 2 3 4 5 6  Hertsgaard, Mark (2009년 11월 19일). “아프리카 다시 푸르게 하기”. 《더 네이션》. 2018년 8월 5일에 원본 문서에서 보존된 문서. 2020년 5월 27일에 확인함.
3. ↑  “사막을 멈춘 남자”. 《1080films.co.uk》. 2019년 9월 8일에 원본 문서에서 보존된 문서. 2020년 5월 27일에 확인함.
4. ↑  “2018년 수상자: 야쿠바 사와도고”. Right Livelihood. 2021년 7월 27일에 원본 문서에서 보존된 문서. 2021년 7월 27일에 확인함.
5. ↑  “야쿠바 사와도고 – 영감 및 행동 상”. 유엔 환경 계획. 2020년 12월 9일. 2021년 7월 26일에 원본 문서에서 보존된 문서. 2021년 7월 26일에 확인함.
6. ↑  “Yacouba Sawadogo, «l’homme qui a arrêté le désert», s’est éteint” [사막을 멈춘 남자 야쿠바 사와도고 사망]. 《RFI》 (프랑스어). 2023년 12월 3일. 2024년 6월 9일에 확인함.보관됨 2023-12-06 - 웨이백 머신 (프랑스어)
7. 1 2 3  Kaboré, Daniel; Reij, Chris (2004). “부르키나파소에서 개선된 전통 토양 및 수자원 보존 관행의 출현과 확산”. 국제식량정책연구소. 2023년 6월 3일에 원본 문서에서 보존된 문서. 2020년 5월 27일에 확인함.
8. ↑  Whiting, Alex (2016년 9월 26일). “그들은 내 아버지의 무덤을 파괴할 것입니다,' 사막을 되돌린 농부가 말한다”. 《로이터》. 2020년 9월 1일에 원본 문서에서 보존된 문서. 2018년 8월 5일에 확인함.
9. ↑  Mann, Charles C. (2008). “우리의 좋은 땅”. 내셔널 지오그래픽. 2017년 2월 3일에 원본 문서에서 보존된 문서. 2016년 12월 11일에 확인함.